# Julián Andúgar Ruiz
Julián Andúgar Ruíz (Santomera, Múrcia, 4 d'octubre de 1917 - Alacant 13 de setembre de 1977) fou un poeta i polític murcià.

## Biografia
Andúgar va nàixer al si d'una humil família d'agricultors. Estudià al seminari menor de Cehegín (Múrcia), així com a Llorca i Oriola (Baix Segura). Les seues conviccions republicanes el condueixen a militar al PSOE des del 1935. Lluità a la Guerra Civil com a capità en l'exèrcit republicà i el 1938 fou ferit al Peñón de la Mata (província de Granada) quedant minusvàlid de la cama esquerra de per vida. Acabada la guerra restà empresonat un any i mig i a la seua sortida hagué d'exiliar-se a França fins al seu retorn l'any 1940.
A la seua tornada de l'exili residí a Madrid, Barcelona i definitivament a Alacant. Compaginà la literatura amb el magisteri, col·laborant a les revistes Sigüenza (1945), Estilo (1947) i Ifach (1949), i aconseguí llicenciar-se en dret i obtindre una plaça d'oficial a l'administració de justícia.
L'arribada de la democràcia a Espanya reactiva l'activitat política i esdevé senador a les eleccions generals espanyoles de 1977 per Alacant a les llistes del PSOE. Només 3 mesos després morí i fou substituït per Alberto Javier Pérez Farré.

## Poesia
Julián Andúgar, seguidor del poeta Miguel Hernández, conreà la poesia social on reflecteix les seues vivències i reivindicacions a la guerra, la presó i l'exili sofert. Tot i no bastir una extensa obra, és reconeguda la seva qualitat.

### Obres
- Entre la piedra y Dios (1949)
- Denuncio por escrito (1957)
- A bordo de España (1959)
- Cancionero del sitiado (1978)